# Playa de la Laja
La Laja es una playa del municipio de Las Palmas de Gran Canaria (Gran Canaria, España). Se enclava en la entrada sur de éste y junto a la Autopista del Sur de Gran Canaria (GC-1).

## Características generales
La playa de la Laja es de arena fina de color gris y marrón-negro. Tiene unos 1200 m de longitud y unos 30 m de anchura media. Su oleaje es moderado y las corrientes han dejado parcialmente de ser peligrosas, debido a la construcción de un dique en la zona sur de la misma llevada a cabo alrededor de los años 90. En la misma década, el Ministerio de Medio Ambiente realizó una actuación en la playa para aportarle arena de los fondos marinos próximos y en los últimos años se ha construido un paseo marítimo que le ha aportado una mejora considerable en cuanto al acceso a pie.

## Accesos

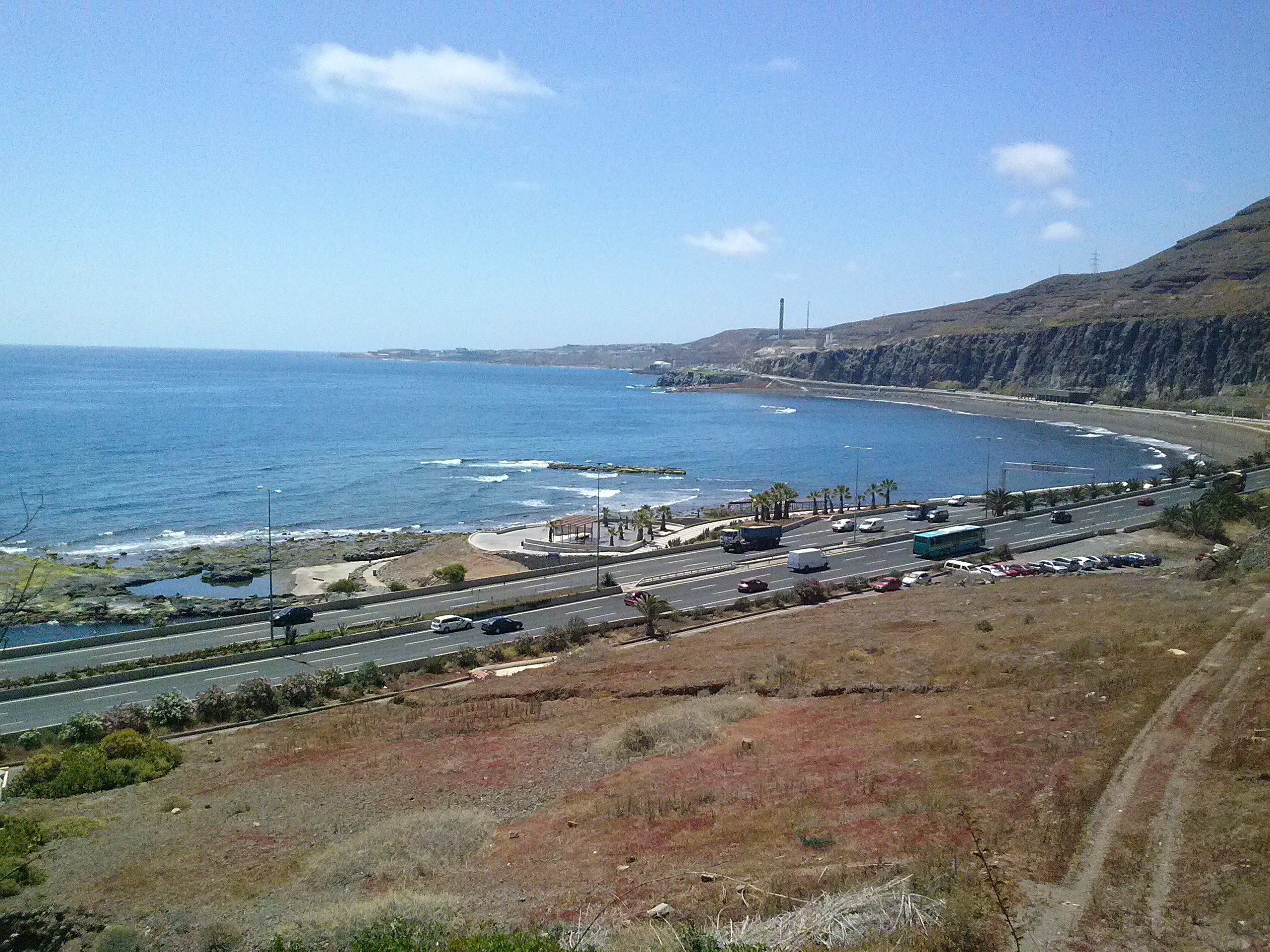
Playa de la Laja desde la carretera que llega a Salto del Negro, vertedero municipal. A la izquierda —fuera de la imagen— el acceso a las últimas paradas de las líneas 12, 9 y L1.

Aparte del ya citado acceso a pie, cuenta con una zona de aparcamientos cercana y el servicio de Guaguas Municipales dispone de las líneas 12 y  9 (y la L1 en horario nocturno), todas con la última parada de cada trayecto en Hoya de La Plata situándose a 800 m de distancia por carretera y camino ambos transitables a pie hasta la llegada a la playa.
También se puede acceder a la playa a través del transporte interurbano, todas las líneas que se dirigen al Sur de la isla paran en la Playa de la Laja.

## Deportes
Debido a la intensidad de sus corrientes y al oleaje que recibe, se ha consagrado como una de las playas favoritas entre los que practican surf. Además, entre los meses de abril y octubre, cada fin de semana, se toma como punto de partida su extremo sur para la regata semanal, desde donde parten los botes de vela latina.

## Servicios
- Torre de vigilancia.
- Acceso a pie desde transporte público.
- Aparcamientos.
- Paseo peatonal.
- Toma semanal de muestras de agua para análisis sanitario y control de calidad.
- Servicio integral de limpieza y conservación para la playa y el paseo. Rastrillado diario, oxigenado y desinfección de la arena, duchas, lavatorios de pies y pasarelas. Servicio de recogida selectiva de basuras.[cita requerida]
- Expendedores de ceniceros desechables de uso gratuito localizados en cada uno de los accesos a la playa.
- Baños públicos y vigilancia, rescate y primeros auxilios del uno de julio al treinta de septiembre.[1]

## Incidentes
En el día 8 de agosto del año 2018 los baños públicos puestos por el Ayuntamiento de Las Palmas fueron quemados y «reducidos a cenizas» por lo que se tuvo la intención de reponerlos aunque finalmente en ese período de 2018 los baños no fueron renovados por lo tanto ese servicio no estuvo presente durante el verano de 2018[cita requerida].